# Gyna aestuans
Gyna aestuans es una especie de cucaracha del género Gyna, familia Blaberidae.

## Distribución
Esta especie se encuentra en Senegal, Malí y Ghana.